# Joanna Wronecka

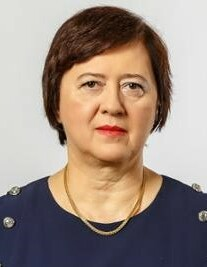
Joanna Wronecka (2020)

Joanna Wronecka (* 30. März 1958 in Krotoszyn) ist eine polnische Arabistin, Diplomatin und Botschafterin. Von 2017 bis 2021 war sie Ständige Vertreterin ihres Landes bei den Vereinten Nationen (UN) in New York. Von 2021 bis 2024 war sie UN-Sonderkoordinatorin für den Libanon (UNSCOL).

## Karriere
Joanna Wronecka war im Ministerium für Auswärtige Angelegenheiten von 1996 bis 1998 stellvertretende Direktorin der Abteilung für die Vereinten Nationen und anschließend Direktorin der Abteilung Afrika und Naher Osten. Im Jahr 1999 wurde sie Botschafterin in Ägypten, bevor sie 2003 die Leitung des Sekretariats des polnischen Außenministers Włodzimierz Cimoszewicz übernahm. Wronecka diente von 2005 bis 2010 als Botschafterin in Marokko.
Von 2011 bis 2015 leitete Wronecka die Delegation der Europäischen Union in Jordanien. Im Außenministerium war sie bis 2017 Unterstaatssekretärin für arabische und afrikanische Länder, Entwicklungszusammenarbeit und die Beziehungen zu den Vereinten Nationen. Im Jahr 2017 wechselte sie als Ständige Vertreterin nach New York. Ihre Amtszeit endete am 31. Mai 2021. In diese fiel 2018/2019 Polens Mitgliedschaft im Sicherheitsrat. Im August 2021 folgte ihr Krzysztof Szczerski als Ständiger Vertreter Polens bei den Vereinten Nationen in New York nach.
Im April 2021 wurde sie von Generalsekretär António Guterres zur UN-Sonderkoordinatorin für den Libanon (UNSCOL) ernannt. Im Mai 2024 wurde die Niederländerin Jeanine Hennis-Plasschaert ihre Nachfolgerin.

## Auszeichnung
Sie wurde 2010 mit dem Ritterkreuz des Ordens Polonia Restituta ausgezeichnet.

## Privates
Wronecka spricht neben Polnisch fließend Arabisch, Englisch und Französisch.